# Districtul Jindřichův Hradec
Districtul Jindřichův Hradec (în cehă Okres Jindřichův Hradec) este un district din Regiunea Boemia de Sud din Republica Cehă. Districtul se întinde pe o suprafață de 1.943,69 km², având o populație de 92 752 (în 2007).  Districtul cuprinde 106 de localități din care 13 orașe.

## Localități urbane
În orașele Jindřichův Hradec, České Velenice, Dačice, Deštná, Kardašova Řečice, Lomnice nad Lužnicí, Nová Bystřice, Nová Včelnice, Slavonice, Stráž nad Nežárkou, Strmilov, Suchdol nad Lužnicí, Třeboň) trăiesc aproape jumătate din numărul populației districtului.

## Orașe și comune
| - Báňovice (Banowitz) - Bednárec (Groß Bernharz) - Bednáreček (Klein Bernharz) - Blažejov (Blauenschlag) - Bořetín (Borschetin) - Březina (Bscheschina) - Budeč (Butsch) - Budíškovice (Budischkowitz) - Cep (Trieschel) - Cizkrajov (Sitzgras) - Červený Hrádek (Rothenburg) - České Velenice (Unterwielands) - Český Rudolec (Böhmisch Rudoletz) - Číměř (Schamers) - Člunek (Hosterschlag) - Dačice (Datschitz) - Dešná (Döschen) - Deštná (Deschna) - Dívčí Kopy (Ditschkop) - Dobrohošť (Dobrohost) - Dolní Pěna (Niederbaumgarten) - Dolní Žďár (Niedermühl) | - Domanín (Domanin) - Doňov (Donow) - Drunče (Druntsch) - Dunajovice (Dunajitz) - Dvory nad Lužnicí (Beinhöfen) - Frahelž (Frahelsch) - Hadravova Rosička (Hadraw Rositschka) - Halámky (Witschkoberg) - Hamr (Hammerdorf) - Hatín (Hatzken) - Heřmaneč (Hermantsch) - Horní Meziříčko (Ober Meseritschko) - Horní Němčice (Ober Niemtschitz) - Horní Pěna (Oberbaumgarten) - Horní Radouň (Ober Radaun) - Horní Skrýchov (Obergrieschau) - Horní Slatina (Oberlatein) - Hospříz (Köpferschlag) - Hrachoviště (Hrachowischt) - Hříšice (Reispitz) - Chlum u Třeboně (Chlumetz) | - Jarošov nad Nežárkou (Jareschau an der Naser) - Jilem (Jelmo) - Jindřichův Hradec (Neuhaus) - Kačlehy (Gatterschlag) - Kamenný Malíkov (Stein-Moliken) - Kardašova Řečice (Kardasch Retschitz) - Klec (Kletz) - Kostelní Radouň (Kirchen Radaun) - Kostelní Vydří (Kirchwiedern) - Kunžak (Königseck) - Lásenice (Lassenitz) - Lodhéřov (Riegerschlag) - Lomnice nad Lužnicí (Lomnitz an der Lainsitz) - Lužnice (Luschnitz) - Majdalena (Sankt Maria Magdalena) - Nová Bystřice (Neubistritz) - Nová Olešná (Deutsch Wolleschna) - Nová Včelnice (Neuötting-Vtschelnitz) - Nová Ves nad Lužnicí (Erdweis) - Novosedly nad Nežárkou (Neusattel an der Naser) - Okrouhlá Radouň (Scheiben Radaun) | - Peč (Petschen) - Písečné (Piesling) - Pístina (Pistin) - Plavsko (Altplatz) - Pleše (Plasche) - Pluhův Žďár (Pluhow) - Polště (Poschen) - Ponědraž (Poniedrasch) - Ponědrážka (Poniedraschko) - Popelín (Popelin) - Příbraz (Przibras) - Rapšach (Rottenschachen) - Ratiboř (Rothwurst) - Rodvínov (Riedweis) - Roseč (Rosetsch) - Rosička (Rositschka) - Slavonice (Zlabings) - Smržov (Smerschow) - Staňkov (Stankau) - Staré Hobzí (Alt Hart) - Staré Město pod Landštejnem (Altstadt) | - Stráž nad Nežárkou (Platz an der Naser) - Strmilov (Tremles) - Stříbřec (Silberlos) - Střížovice (Drösowitz) - Studená (Studein) - Suchdol nad Lužnicí (Suchenthal) - Světce (Swietze) - Třebětice (Triebetitz) - Třeboň (Wittingau) - Újezdec (Aujestetz) - Velký Ratmírov (Groß Rammerschlag) - Vícemil (Witzemil) - Višňová (Wischnau) - Vlčetínec (Wilschetinetz) - Volfířov (Wolfers) - Vydří (Widern) - Záblatí (Sablat) - Záhoří (Zahorsch) - Zahrádky (Sachradka) - Žďár (Schdiar) - Županovice (Zoppanz) |